# 胜州
胜州，中国古代的州。
隋朝开皇二十年（600年）析云州置胜州，治所在榆林县（今内蒙古自治区准格尔旗东北十二连城）。辖境约今内蒙古自治区准格尔旗、达拉特旗、鄂尔多斯市东胜区及黄河东岸托克托县地。唐朝专辖黄河西岸地。五代初年，胜州入契丹，被废置。辽朝另置东胜州。西夏又置胜州，后废。
| 隋朝行政区划变迁 | 隋朝行政区划变迁     | 隋朝行政区划变迁 | 隋朝行政区划变迁     |
| 区分             | 開皇二十年           | 区分             | 大業三年             |
| ---------------- | -------------------- | ---------------- | -------------------- |
| 州               | 勝州                 | 郡               | 榆林郡               |
| 县               | 榆林县 富昌县 金河县 | 县               | 榆林县 富昌县 金河县 |

唐朝胜州刺史
- 郭子和（618年，总管）
- 徐师顺（武德初年，总管）
- 张俭（630年，都督）
- 宋君明（645年，都督）
- 杨弘礼（永徽初年，都督）
- 田仁会（龙朔年间，都督）
- 王本立（684年，都督）
- 王安仁（690年，都督）
- 王元奖（701年—702年，都督）
- 阎虔福（神龙初年，都督）
- 邵宏（716年，都督）
- 杨执一（开元年间，都督）
- 臧怀亮（721年，都督）
- 魏暠（736年，都督）
- 郭英奇（745年，都督）
- 臧敬廉（天宝初年，都督）
- 窦思亮（天宝年间，榆林郡太守）
- 薛直（肃宗时，都督）
- 薛涣（大历年间）
- 韦总（贞元年间）
- 阎巨源（803年）
- 契苾漪（元和年间）
- 契苾通（开成末年）
- 李诚元（大中初年）
- 张仲阮（咸通年间）
- 孙勤（僖宗时）
- 安全（唐末，安重荣之父）